# Luigi Carini
Luigi Carini (Cremona, 21 dicembre 1869 – Roma, 28 settembre 1943) è stato un attore e capocomico italiano di teatro e cinema.

## Biografia
Attore teatrale, nel 1893 entra nella prestigiosa compagnia Andò-Leigheb per passare, nel 1895 alla Reiter-Leigheb come primattore. Dal 1903 dirige e lavora in alcune delle migliori compagnie dei primi del Novecento - Virginia Reiter, Di Lorenzo-Falconi, Gramatica-Piperno-Gandusio - dove ottiene anch'egli il nome in ditta - poi nella Reiter-Carini e nella Carini-Gentilli-Dondini avendo in compagnia anche Aristide Baghetti.
Raggiunge il successo con Amanti di Maurice Donnay, accanto a Virginia Reiter; La critica dell'epoca lo definisce come l'attore più dotato di quegli anni. Nel 1921 creò una propria compagnia, con cui lavorò per dieci anni insieme alla seconda moglie - la primattrice Nera Grossi, tornando poi al capocomicato con Emma ed Irma Gramatica, con Annibale Betrone e Maria Melato, con Renzo Ricci, con Febo Mari, di nuovo con Betrone e Wanda Capodaglio.
Continua ad avere successo in Italia ma anche all'estero, soprattutto in America meridionale. Tra le sue interpretazioni di maggior rilievo il personaggio di Napoleone in Madame Sans-Gêne di Victorien Sardou, quello di Bito nella Messalina di Pietro Cossa, quello di Figaro ne Il matrimonio di Figaro di Pierre-Augustin Caron de Beaumarchais. Rilevanti sono inoltre le sue prove ne Il figlio dell'amore di  Henry Bataille e L'abito verde di Robert de Flers e Gaston de Caillavet.
Nelle sue compagnie esordiscono o si formano attori come Loris Gizzi, Romano Calò, Jone Romano, Mario Ferrari, Piero Carnabuci, Gina Sammarco, Cele Abba, Enzo Biliotti, Lola Braccini - nella stagione 1914-15 - Sarah Ferrati - che debutta con lui nel 1928 - Ernesto Calindri - che invece debutta nella sua compagnia nel 1929 - e molti altri, avendo con sé per un breve periodo, nel 1925, anche Eduardo De Filippo.
Attivo anche nel cinema, interpreta diversi film sin dall'epoca del muto come L'amica del 1920 di Mario Bonnard e Teresa Confalonieri del 1934 di Guido Brignone.

## Filmografia

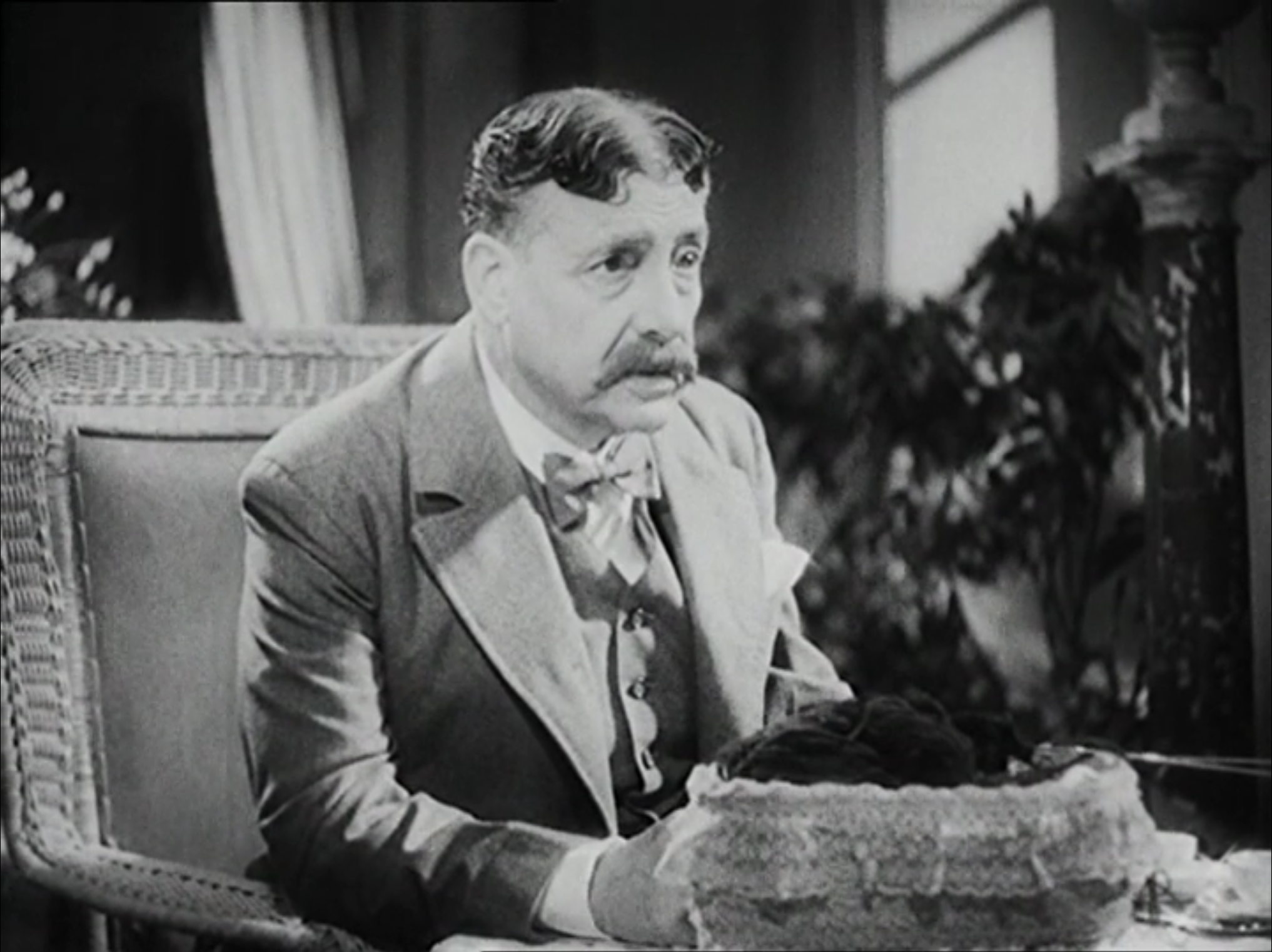
Luigi Carini in Cavalleria (1936)

- L'amica, regia di Mario Bonnard (1920)
- Corte d'Assise, regia di Guido Brignone (1930)
- Teresa Confalonieri, regia di Guido Brignone (1934)
- Pierpin, regia di Duilio Coletti (1935)
- Cavalleria, regia di Goffredo Alessandrini (1936)
- Fuochi d'artificio, regia di Gennaro Righelli (1938)
- Le educande di Saint-Cyr, regia di Gennaro Righelli (1939)
- Il cavaliere di Kruja, regia di Carlo Campogalliani (1941)